# 18637 Ліверден
18637 Ліверден (18637 Liverdun) — астероїд головного поясу, відкритий 2 березня 1998 року.
Тіссеранів параметр щодо Юпітера — 3,317.